# Casa al carrer del Mar, 10 (el Port de la Selva)
La Casa al carrer del Mar, 10 és una obra del Port de la Selva (Alt Empordà) inclosa a l'Inventari del Patrimoni Arquitectònic de Catalunya.

## Descripció
Situada dins del nucli urbà de la població del Port de la Selva, a la zona de tramuntana del terme, delimitada entre els carrers del Mar i Nou.
Casa unifamiliar entre mitgeres de planta rectangular, amb la coberta de teula de dues vessants amb un espai de terrat davanter i distribuïda en planta baixa i dos pisos. La façana principal presenta a la planta baixa un gran portal d'arc rebaixat, actualment d'accés al garatge. Al seu costat hi ha unes escales exteriors bastides amb maons, que donen accés al porxo de la primera planta. Aquest espai s'obre a l'exterior mitjançant dos arcs de mig punt amb els emmarcaments arrebossats i està cobert per un sostre pla amb embigat de fusta. La segona planta sobresurt respecte la línia de façana dels dos pisos inferiors, amb la part volada formada per biguetes i revoltons. Les obertures dels pisos superiors són rectangulars i força senzilles. La façana està rematada per un doble ràfec de dents de serra i teula àrab damunt del qual s'assenta la barana del terrat.
La construcció està arrebossada i emblanquinada.

## Història
Casa projectada entre els anys 1945-1946 per l'arquitecte Pelai Martínez Paricio, a la mateixa època que la casa de la Vila.
L'edifici presenta clares referències a les cases populars de pescadors autòctones. Alhora és una obra característica de l'etapa de postguerra de l'arquitecte Pelai Martínez, l'obra del qual presenta bàsicament, una vessant classicista i una altra d'eclèctica. Aquesta casa pertany al grup d'obres d'aquest autor, de caràcter populista, d'inspiració en l'arquitectura tradicional procurant, tanmateix, reinterpretar-la amb sensibilitat moderna, sense caure en el tipisme.